# Callemo
Callemo là một chi bướm đêm thuộc họ Geometridae.